# Música criolla
Pour les articles homonymes, voir Criolla et Musique créole.
Genres dérivés
Salsa criolla, festejo electrónico, rock criollo
La música criolla (français : musique créole) est un genre varié de musique péruvienne caractéristique de la côte péruvienne, dont les influences et les mélanges proviennent principalement de Lima. Elle partage avec la musique afro-péruvienne,, ses origines musicales et rythmiques avec les Espagnols, les indigènes et les esclaves africains.

## Histoire
L'usage du terme criollo se réfère principalement au profil transformé et décanté des genres importés qui ont été réinterprétés au Pérou. En soi, le genre fusionne les styles propres et étrangers qui englobent tous les moments historiques, depuis l'époque vice-royale. Ce genre est façonné de différentes manières dans la culture musicale du Pérou, à travers les instruments de musique utilisés, les formes et le contenu des chansons, les danses, etc.,
Plus tard, outre la musique espagnole et africaine, des styles américains tels que le foxtrot, le charleston et le one-step ont également été importés, des modèles esthétiques tels que, tout en adoptant d'autres modes correspondant à chaque période, certaines formes musicales sont créées et développées, qui perdurent jusqu'à la fin du XXe siècle et qui identifient la musique péruvienne. Avec l'émergence de Felipe Pinglo Alva, après la première formation d'auteurs et d'interprètes de la Guardia Vieja, la música criolla marque son identité musicale dans la culture populaire, avec l'aide de la radio des années 1920. Par la suite, des personnages emblématiques émergent dans l'histoire, tels qu'Eva Ayllón et Chabuca Granda. À la fin du XXe siècle, des événements musicaux sont organisés dans ce que l'on appelle les peñas, qui se déroulaient dans les solares (parcelles de terre) de la ville, où ils étaient joués dans les rues de la ville. qui se déroulaient dans les quartiers pauvres de Lima.